# Parishes van Jersey
Het kanaaleiland Jersey is onderverdeeld in twaalf parishes (vgl. gemeenten, letterlijk parochies). Elke parish grenst aan zee. Op een na zijn de parishes vernoemd naar de heiligen waar de kerk aan gewijd is. De parishes hebben zowel een bestuurlijke als een kerkelijke rol. Iedere parochie heeft een parishvergadering (Parish Assembly, traditioneel bekend als de  "Assembly of Principals and Officers of the Parish"). De parishvergadering op Jersey is het besluitvormende orgaan van de parish. Aan het hoofd van de civiele parochie staat de voor drie jaar direct gekozen Connétable, die van rechtswege lid is van de Staten van Jersey. De parishvergadering is een volksvergadering, alle inwoners, belastingbetalers en vertegenwoordigers van rechtspersonen die voldoen aan de wettelijke voorwaarden zijn lid.

De parish fungeert tevens als kiesdistrict ten tijde van de verkiezing voor de Staten van Jersey. De parishvergadering en enkele van de functionarissen in het bestuur en de uitvoering van de parish worden via openbare verkiezingen gekozen.

Parishes in Jersey

De lijst met parishes:
| Parish         | Inwoners | Oppervlakte in km² | Rang naar oppervlakte | Bevolkingsdichtheid (inwoners/km²) | Opmerkingen                                                            |
| -------------- | -------- | ------------------ | --------------------- | ---------------------------------- | ---------------------------------------------------------------------- |
| Saint Helier   | 33,522   | 10,6 (4.1)         | 5                     | 3,200                              | Bevat de hoofdstad Saint Helier                                        |
| Grouville      | 4,866    | 7,8 (3.0)          | 10                    | 620                                | Historisch Saint Martin de Grouville; bevat het eilanden Les Minquiers |
| Saint Brélade  | 10,568   | 12,8 (4.9)         | 2                     | 830                                |                                                                        |
| Saint Clement  | 9,221    | 4,2 (1.6)          | 12                    | 2,200                              |                                                                        |
| Saint John     | 2,911    | 8,7 (3.4)          | 9                     | 330                                |                                                                        |
| Saint Lawrence | 5,418    | 9,5 (3.7)          | 7                     | 570                                |                                                                        |
| Saint Martin   | 3,763    | 10,3 (4.0)         | 6                     | 370                                | Historisch Saint Martin le Vieux; bevat de eilanden Les Écréhous       |
| Saint Mary     | 1,752    | 6,5 (2.5)          | 11                    | 270                                |                                                                        |
| Saint Ouen     | 4,097    | 15 (6.0)           | 1                     | 270                                |                                                                        |
| Saint Peter    | 5,003    | 11,6 (4.5)         | 4                     | 430                                |                                                                        |
| Saint Saviour  | 13,580   | 9,3 (3.6)          | 8                     | 1,500                              |                                                                        |
| Trinity        | 3,156    | 12,3 (4.7)         | 3                     | 260                                |                                                                        |

## Parishvergadering
De parishvergadering op Jersey:
- stelt de jaarlijkse tarieven vast in lijn met de voorgestelde begroting van de constable;
- kiest functionarissen van de parish zoals de leden van de wegencommissie, de wegeninspecteurs, Vingteniers, Centeniers en de agenten van de Honorary Police;
- verleent vergunningen voor de verkoop van alcoholische dranken;
- stelt de namen van de wegen vast;
- verleent de Procureur du Bien Public het recht om overeenkomsten uit naam van de parish sluiten;
- overlegt over alle onderwerpen die ofwel voorgesteld door de constable ofwel op verzoek van de raadsleden.

## Parish organisatie
Elke parish worden bestuurd door de Constable (Frans: Connétable; Jèrriais: Connêtabl'ye) die voor een periode van drie jaar door de inwoners van de parish gekozen wordt.
De Constable wordt bijgestaan door twee wethouders of schepen in Jersey genaamd de Procureur du Bien Public.

### Buurtschappen of Vingtaines
De parish is onderverdeeld in buurtschappen of Vingtaines (of zoals genoemd in Saint Ouen cueillettes). Elke vingtaine beschikt over twee Vingteniers, twee wegeninspecteurs en drie agenten toegevoegd aan de Constable. Allen worden ingezworen door het koninklijke gerechtshof.

### Wegencommissie
De wegencommissie bestaat uit vijf gekozen leden. Zij overzien het onderhoud van de parishlijke wegen, de plaatsing van grensstenen, uitgifte van vergunningen, controle van aanvragen, toezicht op afvalverzameling,  deelt boetes uit tijdens de jaarlijkse heggenknip en stelt nieuwe namen van wegen voor aan de parishvergadering. De commissie wordt voorgezeten door de constable.

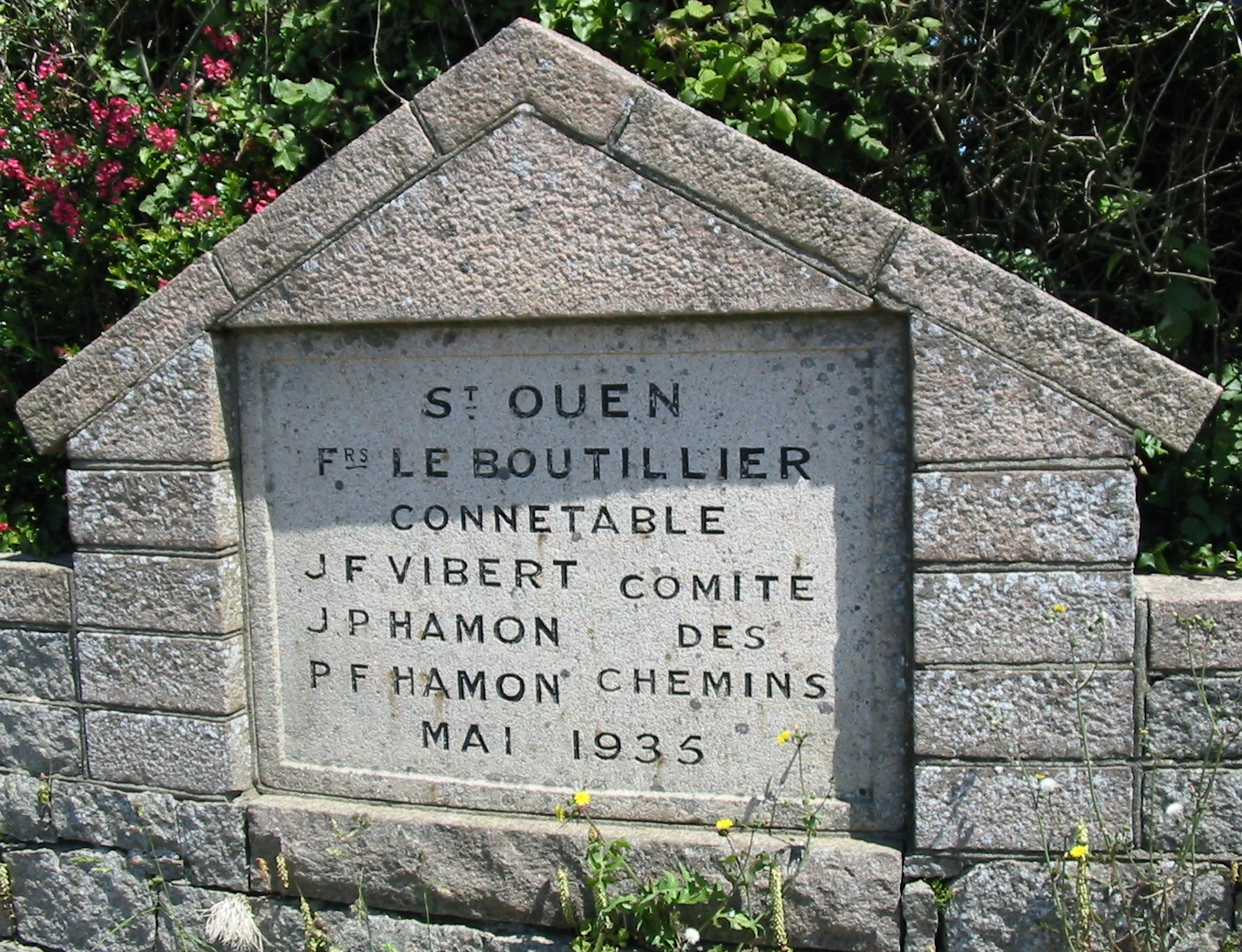
Wegen markeringsteen in Saint Ouen uit 1935 waarop de namen van de wegencommissie staan.

Zij geven instructies voor onderhoud aan de wegeninspecteurs.
In St. Helier zijn ze ook verantwoordelijk voor parken en advies aan de Constable. Het is gebruikelijk St. Helier dat beide Procureur du Bien Public aanwezig zijn, zij hebben echter geen stemrecht.

### Wegeninspecteurs
De parishvergadering kiest twee wegeninspecteurs voor elke vingtaine voor een periode van drie jaar in lijn met de wet "Loi (1914) sur la Voirie". Wegeninspecteurs zijn verantwoordelijk voor het onderhoud van de wegen die onder de parish vallen en voeren de instructies van de wegencommissie uit.
In Saint Helier, voeren ze ook andere taken uit zoals het handhaven van de verkeerswet, controle op hondenvergunningen en vergunningen voor folderen. Zij helpen tevens de "Honorary Police" met informatie.
Hun voornaamste rol is tijdens de jaarlijkse heggenknip en een mogelijk koninklijk bezoek.

### Overige raadscommissies
In Saint Helier zijn nog andere raadscommissies actief namelijk de kascommissie, commissie Sociale Zaken en de commissie Jeugd en Cultuur.

### "Honorary Police" agenten
In elke parish is een Honorary Police (Frans: Police Honorifique) of politiemacht aanwezig.
De agenten in de "Honorary Police" ondersteunen al eeuwenlang de constable of de Connétable in het handhaven van de wet. Er zijn drie typen de Centeniers, de Vingteniers en de agenten toegevoegd aan de Constable. Deze hebben elke hun eigen taken en verantwoordelijkheden.
Voordat er een formele beroepspolitiemacht op Jersey was waren deze agenten de enige die de wet handhaafden. Nog steeds zijn deze agenten de gemeenschap van dienst.
Elke parish kiest via de parishvergadering een aantal Centeniers, Vingteniers en de agenten van de Constable. Zij handhaven de wet uit naam van de Constable. Deze functionarissen worden gekozen voor een periode van drie jaar en worden bij eed ingezworen door het koninklijke gerechtshof.
Alle agenten in de "Honorary Police" moeten in de parish wonen waar zich verkiesbaar stellen. In St Helier moeten ze een belastingbetaler of een mandataire zijn van die parish. De agent mag na verhuizing buiten de parish zijn diensten voortzetten. In het geval dat deze gedurende de termijn de diensten blijft verlenen mag deze zich herkiesbaar stellen.
Iedereen die zich verkiesbaar stelt moet ouder zijn dan 20 en jonger dan 70.
De agenten hebben meestal dienst gedurende een hele week en vervolgens een rust van drie tot vier weken. Gedurende hun dienst zijn ze 24 uur beschikbaar. In uitzonderlijke gevallen mogen zij ook buiten de parish optreden.
Iedereen die zich verkiesbaar wil stellen mag niet eerder veroordeeld zijn.

## Kerkenraad
De historische banden met de Engelse Anglicaanse kerk worden onderhouden door een raad die bestaat uit de Constable (Frans: Connétable) en de Procureurs du Bien Public, de Koster en de Dominee. Deze raad houdt toezicht op de werkzaamheden van de kerk. Daadwerkelijke besluiten aangaande de werkzaamheden van de kerk worden genomen door de kerkenraad die uit dezelfde personen bestaat als de parishvergadering.